# Palacio de Justicia (Budapest)
El Palacio de Justicia de Budapest (en húngaro: Igazságügyi palota) es el antiguo edificio de la Curia Real Húngara (Kúria; Tribunal Supremo de Hungría) y uno de los principales monumentos eclécticos de la capital húngara. Construido entre 1893 y 1896, está ubicado en la céntrica plaza Kossuth —en el lado opuesto al del Parlamento de Hungría—, en pleno Belváros-Lipótváros, el quinto distrito considerado el centro político y financiero de Hungría.
El edificio fue sede la Corte Suprema desde su inauguración hasta 1949, tras lo cual sus amplios espacios se han usado con fines museísticos, primero como sede de la Galería Nacional Húngara (1957-1972) y luego del Museo de Etnografía (1973-2017). Durante este tiempo, una parte del edificio albergaba las oficinas del Instituto de Historia Política de Hungría (hasta 2010). Tras un amplio proceso de renovación y saneamiento, se espera la vuelta de la Curia (Tribunal Supremo) al edificio originalmente construido para albergarla.

## Historia
Durante la segunda mitad del siglo xix, se hizo cada vez más evidente la necesidad de contar con un edificio que albergara tanto la Curia Real Húngara (hasta entonces ubicada en un edificio clasicista de la plaza Ferenciek, en Pest) como otras instituciones jurídicas principales de la época, a nivel nacional y regional, incluyendo al Tribunal Real de Justicia de Budapest, la Fiscalía General Real de Budapest y la sede regional de la Fiscalía de la Corona. La idea de un edificio que reuniera a todas las instituciones bajo el mismo techo ya se había implementado una década antes en el otro lado del Imperio austrohúngaro, con la construcción del Palacio de Justicia de Viena (inaugurado en 1881).

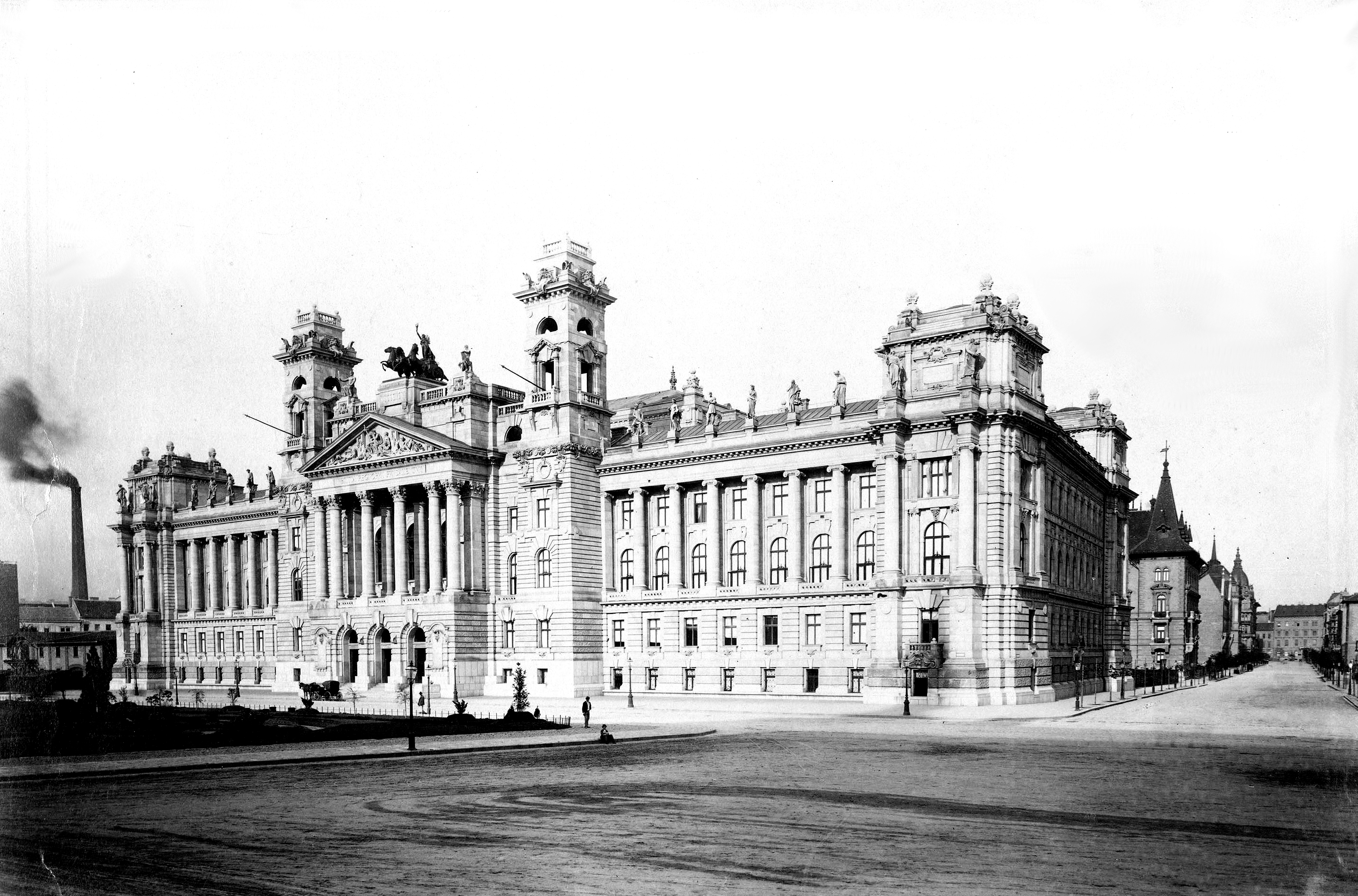
El Edificio de la Curia en 1900

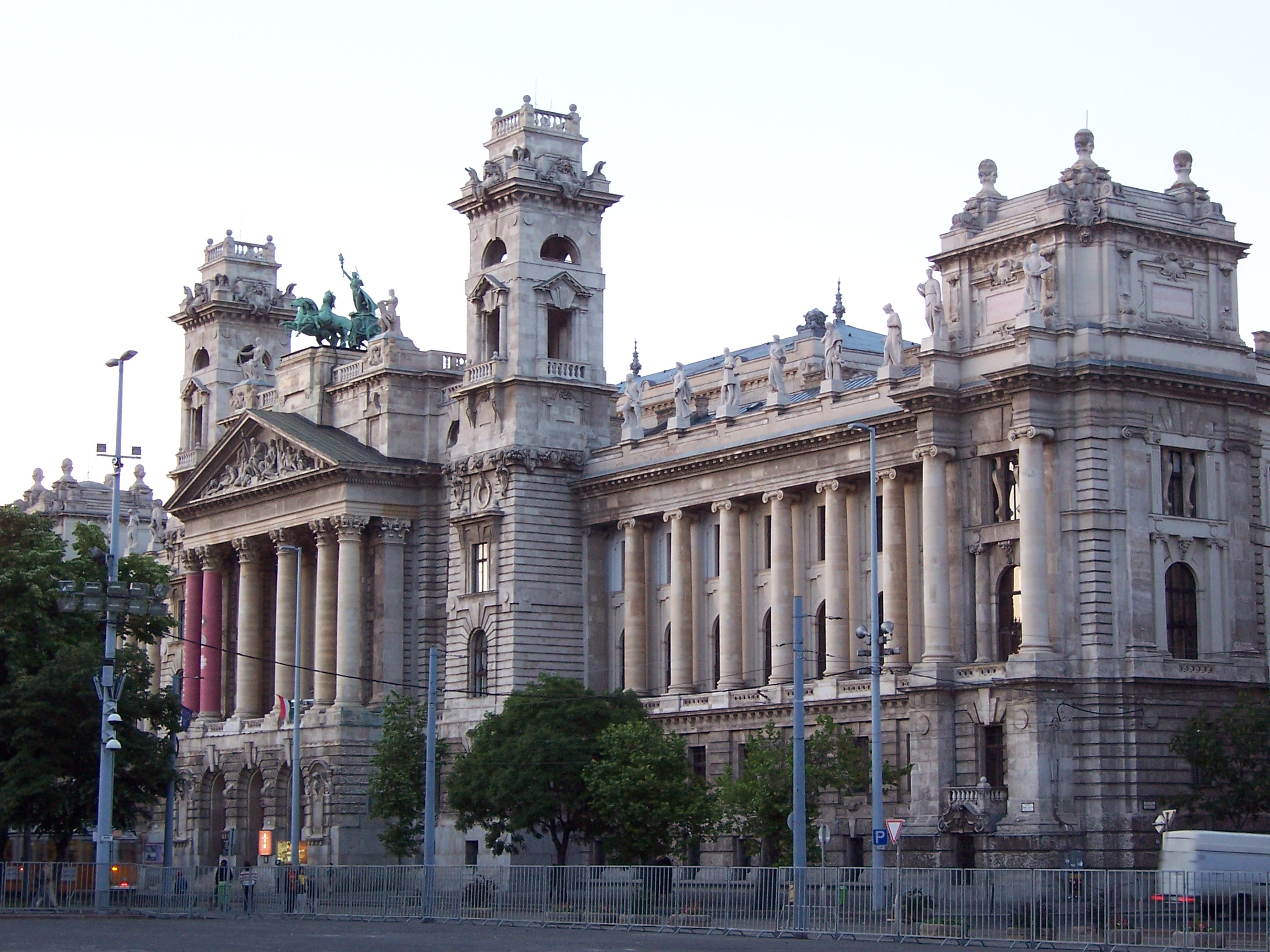
Vista del edificio desde el ala derecha (lado sur)

La ubicación elegida para el futuro Palacio de Justicia era una zona verde frente al complejo monumental del parlamento húngaro, que por aquel entonces todavía estaba en obras. En noviembre de 1891, el ministro de Justicia húngaro encargó a Alajos Hauszmann, de los más destacados arquitectos de la época (quien había realizado las modificaciones del Palacio Real poco antes), la elaboración detallada de los planos para el nuevo Palacio de Justicia, que debían de entregarse para el 11 de junio de 1892. La colocación de la primera piedra tuvo lugar al año siguiente, comenzando los trabajos bajo supervisión de Hauszmann y dirección del arquitecto aquincense Lipót Havel, y con la participación de célebres artistas húngaros, como Károly Lotz, Alajos Stróbl, Károly Sennyei, György Zala y János Fadrusz. La inauguración del edificio tuvo lugar el 20 de octubre de 1896, presidida —como era costumbre en las grandes obras de la monarquía austrohúngara— por el emperador Francisco José I.
El edificio fue dañado en la Segunda Guerra Mundial y posteriormente restaurado por el arquitecto Elemér Rottmann. En 1948, con Hungría formando parte de la esfera de influencia soviética, pasó a manos del Instituto del Movimiento Obrero (más conocido por su nombre posterior, Instituto de Historia del Partido), que al año siguiente convirtió a una de sus salas en un museo dedicado a la historia del movimiento obrero (primer uso museístico del Palacio). La otra parte del edificio pasó a albergar ese mismo año el Tribunal Supremo de la recién establecida República Popular de Hungría.
En 1957, la Galería Nacional Húngara se trasladó al edificio, donde permaneció hasta 1972, año en que se mudó al renovado Palacio de Buda. Sus dependencias en el Palacio de Justicia fueron ocupadas un año después por el Museo Etnográfico. Tras la caída del comunismo, el Instituto de Historia del Partido fue renombrado Instituto de Historia Política, siguiendo ocupando las mismas salas.

### Actualidad
En 2017, el Museo Etnográfico se trasladó a un nuevo edificio en el parque de la Ciudad. Los planes actuales prevén que la Curia, que ha recuperado su nombre histórico (vetado hacía casi siete décadas por el régimen soviético), vuelva a instalarse en el Palacio de la Justicia. El proyecto de reformas, sin embargo, ha sufrido retrasos importantes debido a la pandemia de COVID-19.

## Arquitectura y diseño

### El edificio
El Palacio de Justicia es un edificio de planta más o menos rectangular, de 125 metros de largo de su fachada principal (paralela a la fachada del Parlamento), que cuenta con tres Avant-corps: uno céntrico, relativamente ancho, flanqueado por dos torres que constituyen el elemento más alto del edificio; y dos en los extremos de la fachada, mucho menos anchos, rematados con espaciosos pilonos. Esta disposición también se da en menor medida en la fachada trasera, algo más corta por la inclinación del ala derecha del edificio (por motivos técnicos a la hora de su construcción). La fachada principal se asemeja bastante a la del Reichstag alemán, inaugurado un año después de comenzar los trabajos en el Palacio de Justicia (casualmente, el arquitecto del Reichstag, Paul Wallott, fue compañero de estudios de Hauszmann en Berlín).

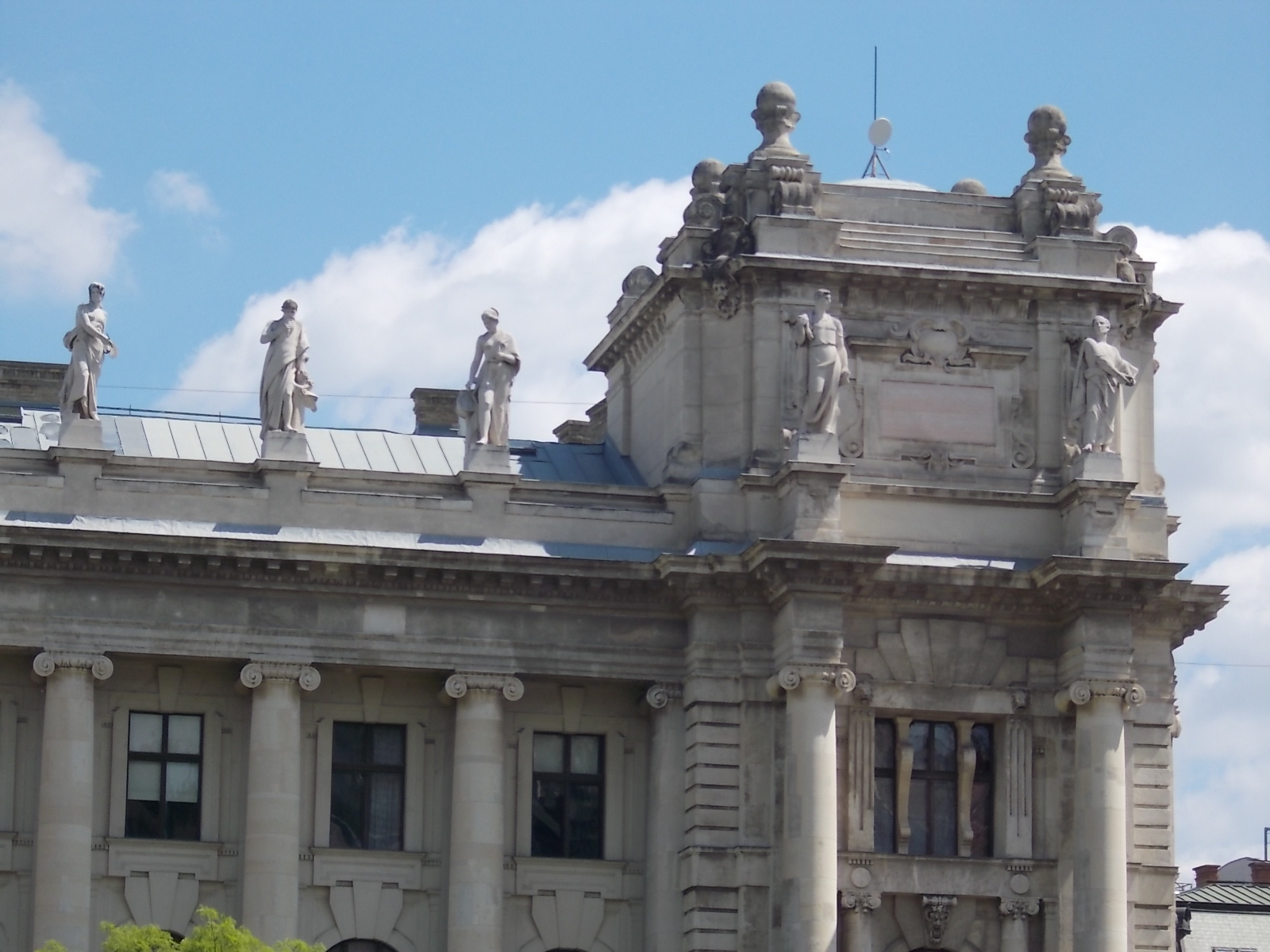
Lado sur de la azotea, con personificaciones de la pintura y la ciencia (sobre el ático), y tres de la arquitectura.

El estilo ecléctico del edificio es posterior a Miklós Ybl, en parte todavía neorrenacentista y con fuertes influencias barrocas que dominan el diseño particularmente animado del interior. Su proximidad al edificio neogótico del Parlamento (entonces en obras, pero ya una inmensa estructura a orillas del Danubio que destacaba por su arquitectura) fue un factor que influyó en el diseño del edificio. Hauszmann lo concibió para que, con sus líneas horizontales dominando la fachada, resaltadas por las cornisas corridas, contrastara con las líneas verticales del Parlamento; y sus tejados planos (apenas visibles) rodeados de figuras se distinguieran de la cúpula y el tejado inclinado del edificio de enfrente; con lo que se le daría una posición más dominante junto al que iba a ser quizá el edificio más destacado del centro de la capital húngara.
En el centro de la fachada, a media altura del Avant-corps, destaca la alta logia de seis columnas corintias, apoyando una típica estructura de los órdenes clásicos (arquitrabe, friso y frontón).  La inscripción en el friso —IUSTITIA REGNORUM FUNDAMENTUM («La justicia es el fundamento del gobierno»)— solo ha sido restaurada recientemente (en el marco de las obras de renovación de 2021), después de que fuera eliminada en la época soviética de la República Popular y tras varios intentos legislativos por reincorporarla desde la caída del comunismo.
El tímpano, obra de György Zala, se divide en tres espacios de figuras esculpidas: En el centro se recrea una audiencia (juicio romano) con los acusados postrados ante los jueces y el presidente del tribunal sujetando la espada de la justicia, sobredimensionada; a la izquierda, una reproducción alegórica de la legislación y, a la derecha, la personificación de la jurisprudencia (en el sentido de ciencia). Coronando la fachada, una cuadriga de bronce de tres caballos guiada por la figura alegórica del genio, sosteniendo una antorcha en una mano y una rama de palma en la otra. El autor de la escultura, Károly Senyei, tuvo que prescindir de un cuarto caballo (lo habitual en una cuadriga) por falta de espacio sobre el pedestal que se eleva por encima del frontón.
A ambos lados de la cuadriga, encima de pedestales que parecen unirse a las simas del frontón por unas prolongaciones en relieve, se presentan dos figuras sentadas, una representando al legislador y la otra al guardián de la ley, ambas obras del escultor János Fadrusz. Los tres pedestales forman parte del ático de la estructura. Las otras muchas figuras que adornan la fachada y la azotea son personificaciones de las distintas artes y ciencias, obras de varios artistas, como József Róna, Gyula Donáth, Richárd Füredi o Béla Strohoffer.

#### Interior

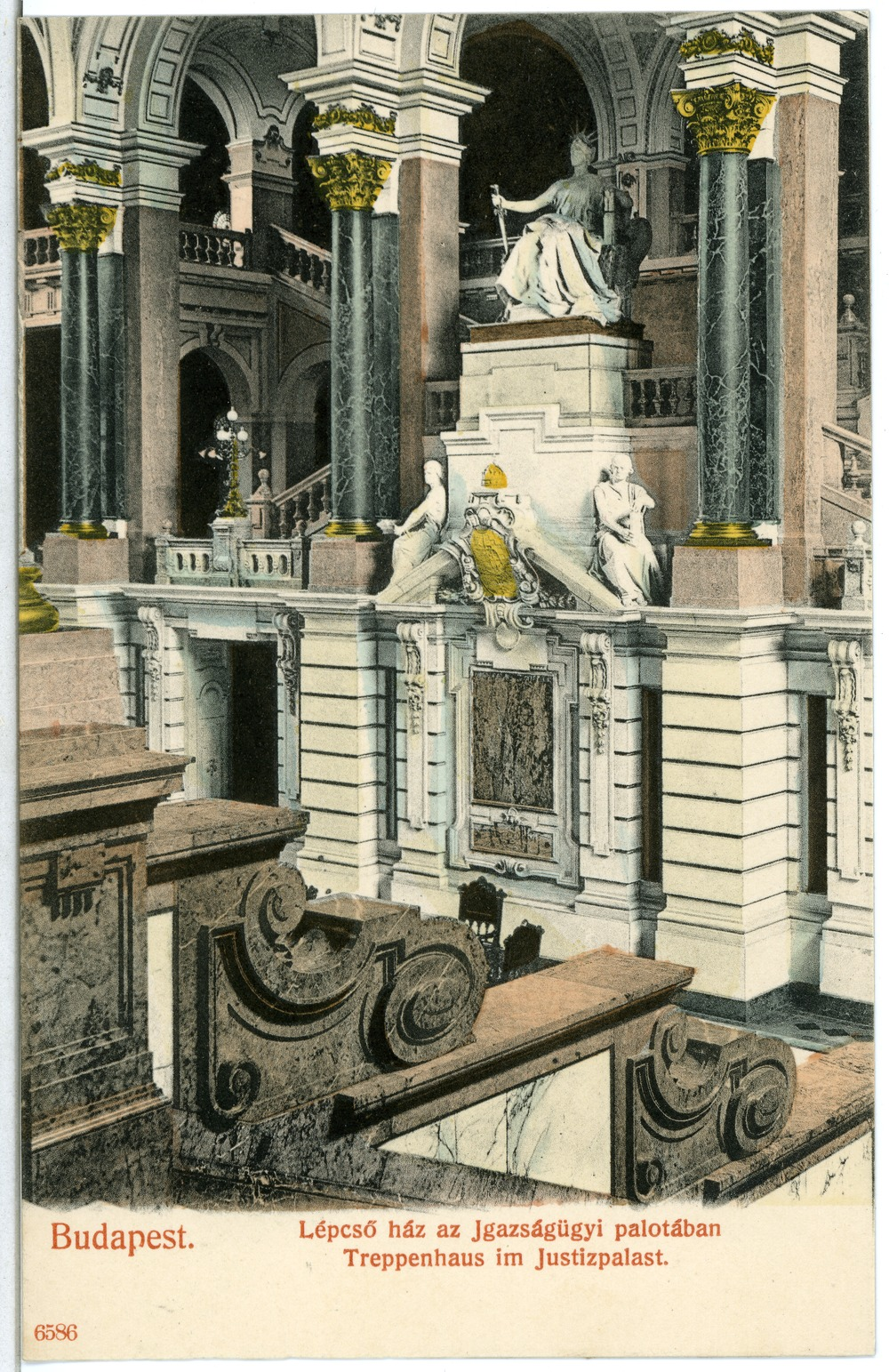
La estatua original de la Justicia con todos los elementos, 1905.

El acceso al edificio por la entrada principal conduce al Gran Salón (o Gran Vestíbulo), ubicado en el centro del edificio, un espacio notable de 40 x 18 metros y una altura de 24 metros diseñado «para dejar una impresión única en el visitante». Su diseño, imitando la arquitectura interior de las termas Antoninas (los baños romanos de Caracalla) en armonía con la bóveda pintada, le confiere un aire clásico. El color dominante de la sala, que reúne la mayor parte del enfoque artístico interior del edificio, es el dorado. Unas escalinatas a ambos lados conectan al vestíbulo con el primer piso, uniendo los despachos de las dos alas; en su día servía, entre otros, como sala de espera para el público, pero ya no tiene esta función.

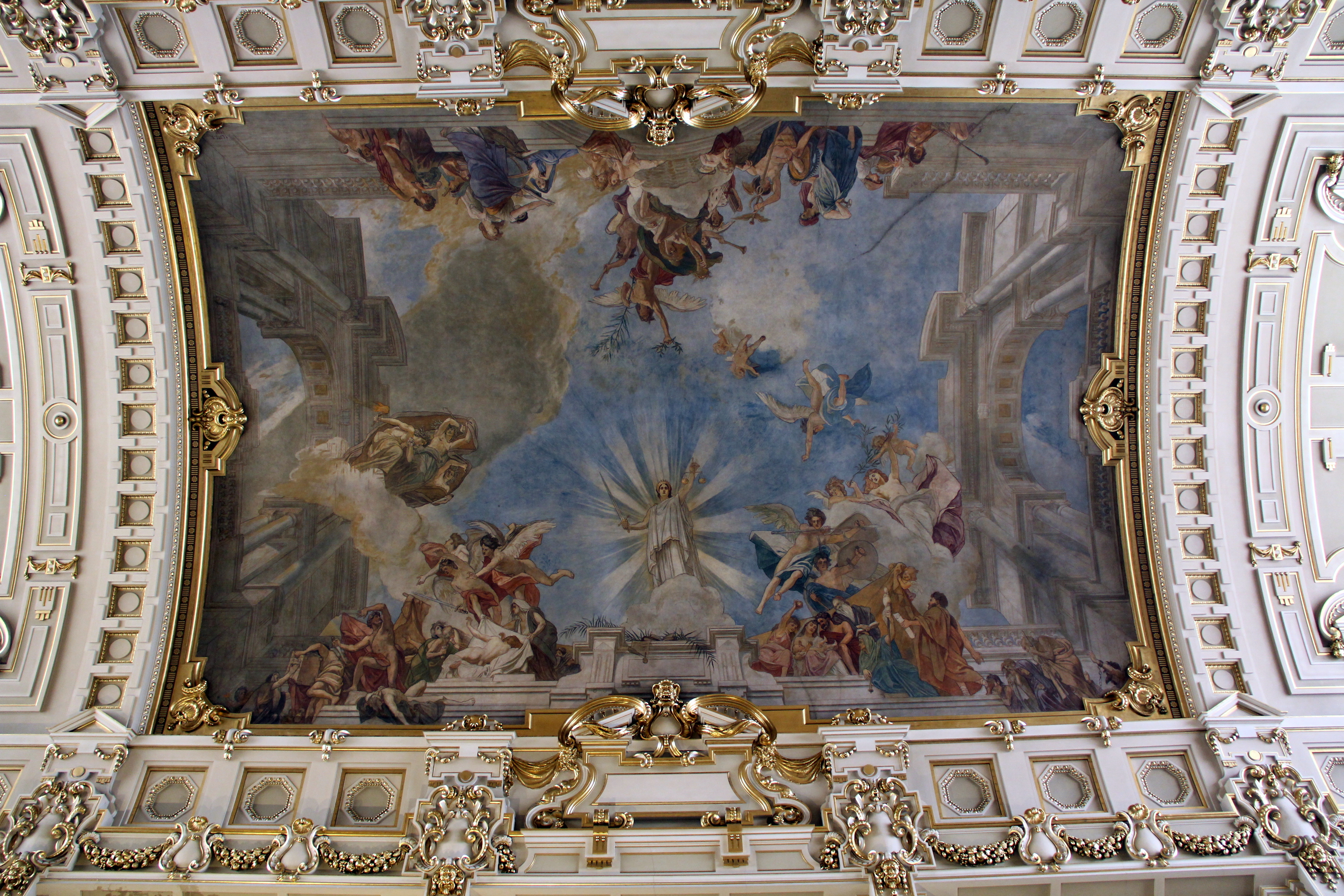
Imagen completa del fresco.

Un fresco alegórico de 200 m² cubre gran parte de la bóveda central, con el motivo del Triunfo de la Justicia, rodeado de decoraciones varias de color dorado. El elemento céntrico de esta obra de Károly Lotz, quien la basó en la pintura de Andrea Pozzo en la iglesia de San Ignacio de Loyola de Roma, es la Dama de la Justicia en su gloria divina, rodeada de figuras alegóricas del poder protector de la ley y el derecho. El fondo de la pintura retrata la bóveda como si fuera una ventana de cristal, sobre la cual se distingue la continuación del edificio con dos grandes arcos a ambos lados, y por encima de todo un cielo nublado. Las representaciones de la Justicia y algunas de las figuras posan en lo alto de un ático que también forma parte del edificio, mientras que el genio que imparte la justicia aparece al otro lado del fresco, directamente enfrente, también posado rodeado de figuras en un pedestal de la misma altura.
Entre el Gran Salón y la entrada principal hay otro vestíbulo, más pequeño, y un espacio adicional que da al triple arco que conforma la entrada (parte inferior del Avant-corps). Por encima del lobby, en el primer piso, está la sala ceremonial con sus grandes ventanales que abren hacia la logia de las seis columnas.
En 1950, cuando la Curia se trasladó fuera del Palacio de Justicia, la estatua de Justicia —el elemento escultórico principal del edificio, obra de Alajos Stróbl— fue despojada por las autoridades soviéticas de su trono de mármol, su espada de bronce dorado y su corona (dejando la balanza de la justicia en su otra mano). En circunstancias poco dignas, se reubicó durante un tiempo en el jardín del Palacio Károlyi, y posteriormente en el antiguo edificio del Tribunal del Condado de Pest. En 1983, tras una rehabilitación que incluyó la sustitución del destrozado trono por un simple pedestal de piedra, la estatua volvió al Palacio de Justicia, ocupando su actual sitio en el vestíbulo principal.

## Galería de fotos

Imágenes del interior del Gran Salón
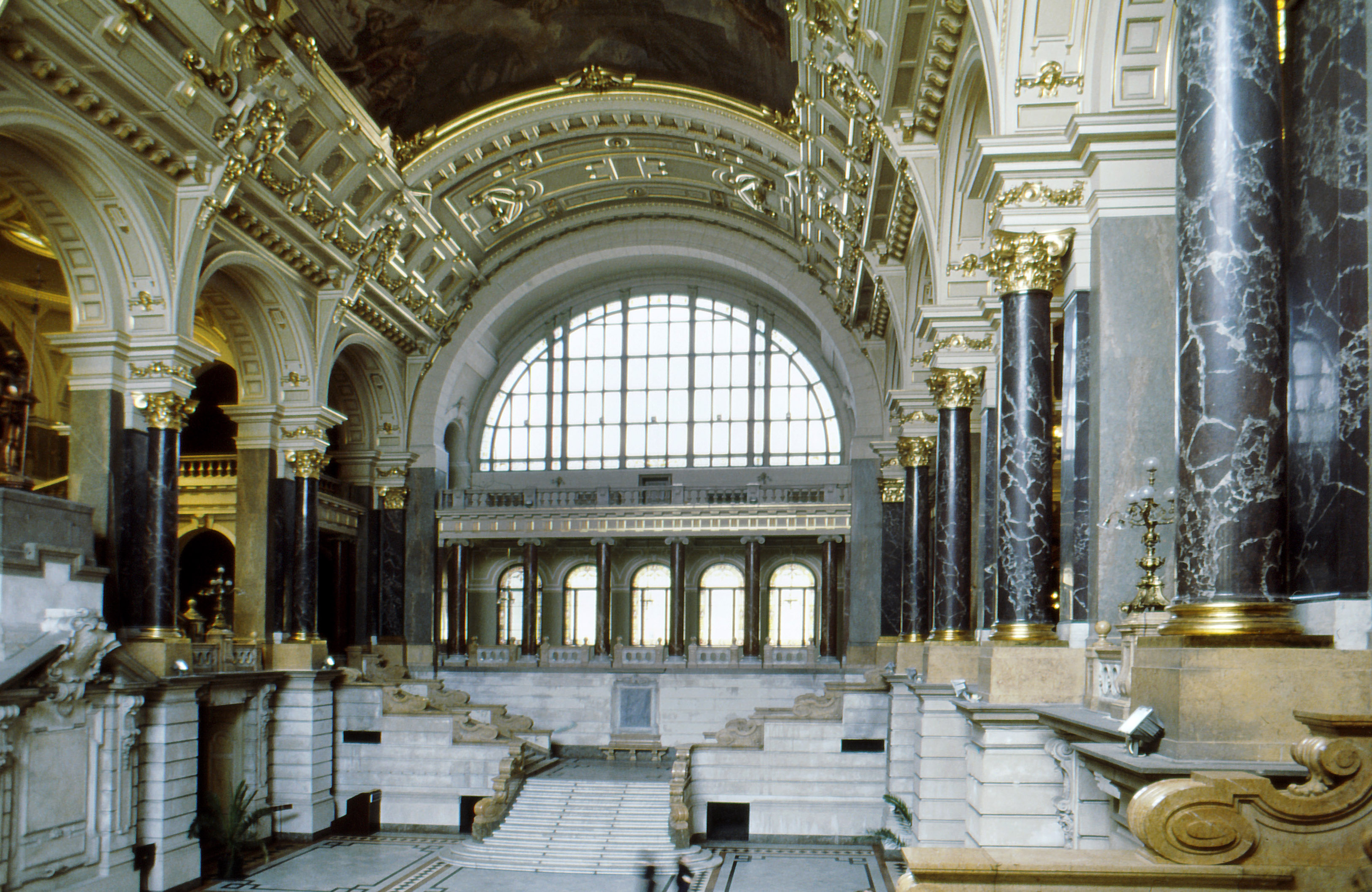
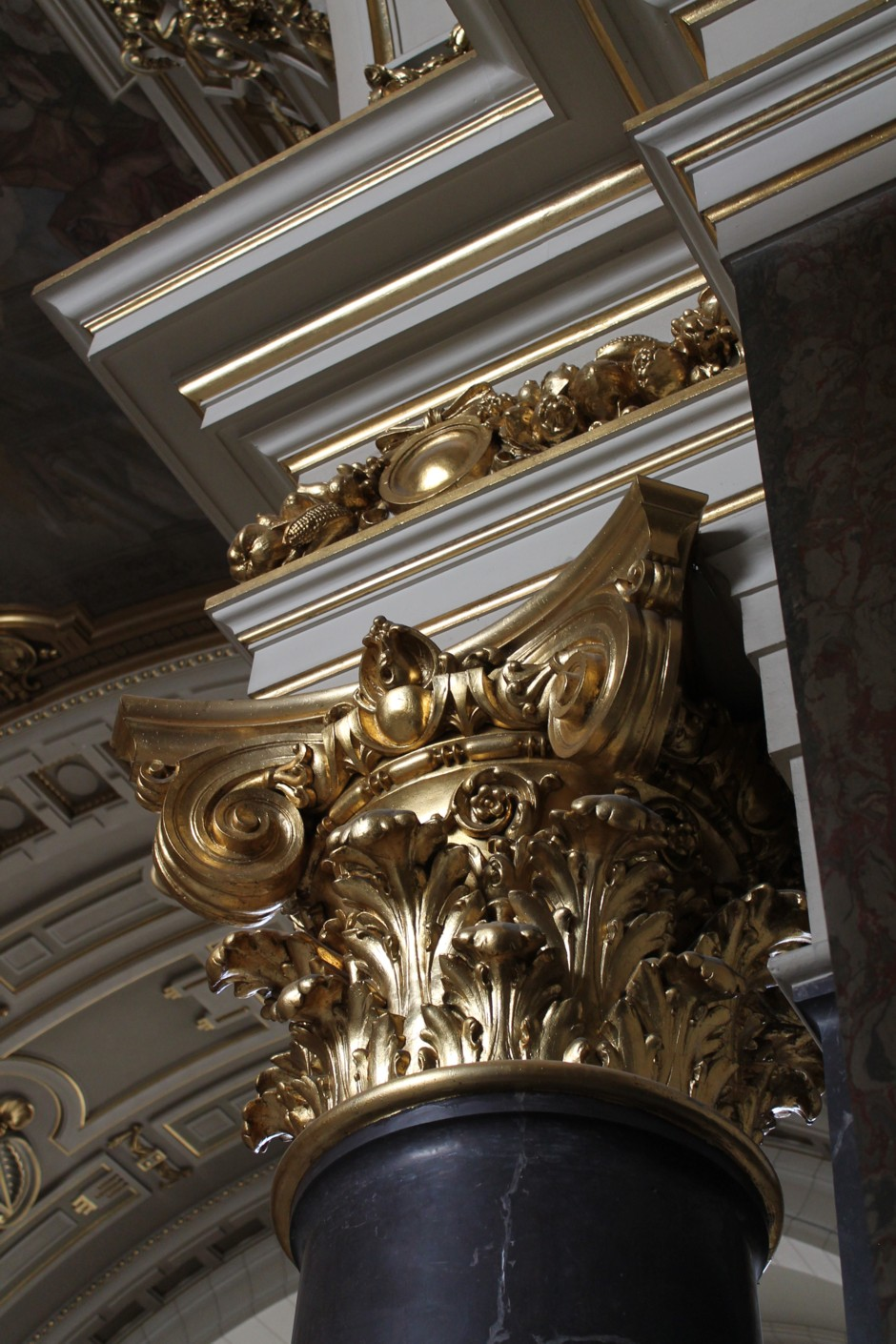
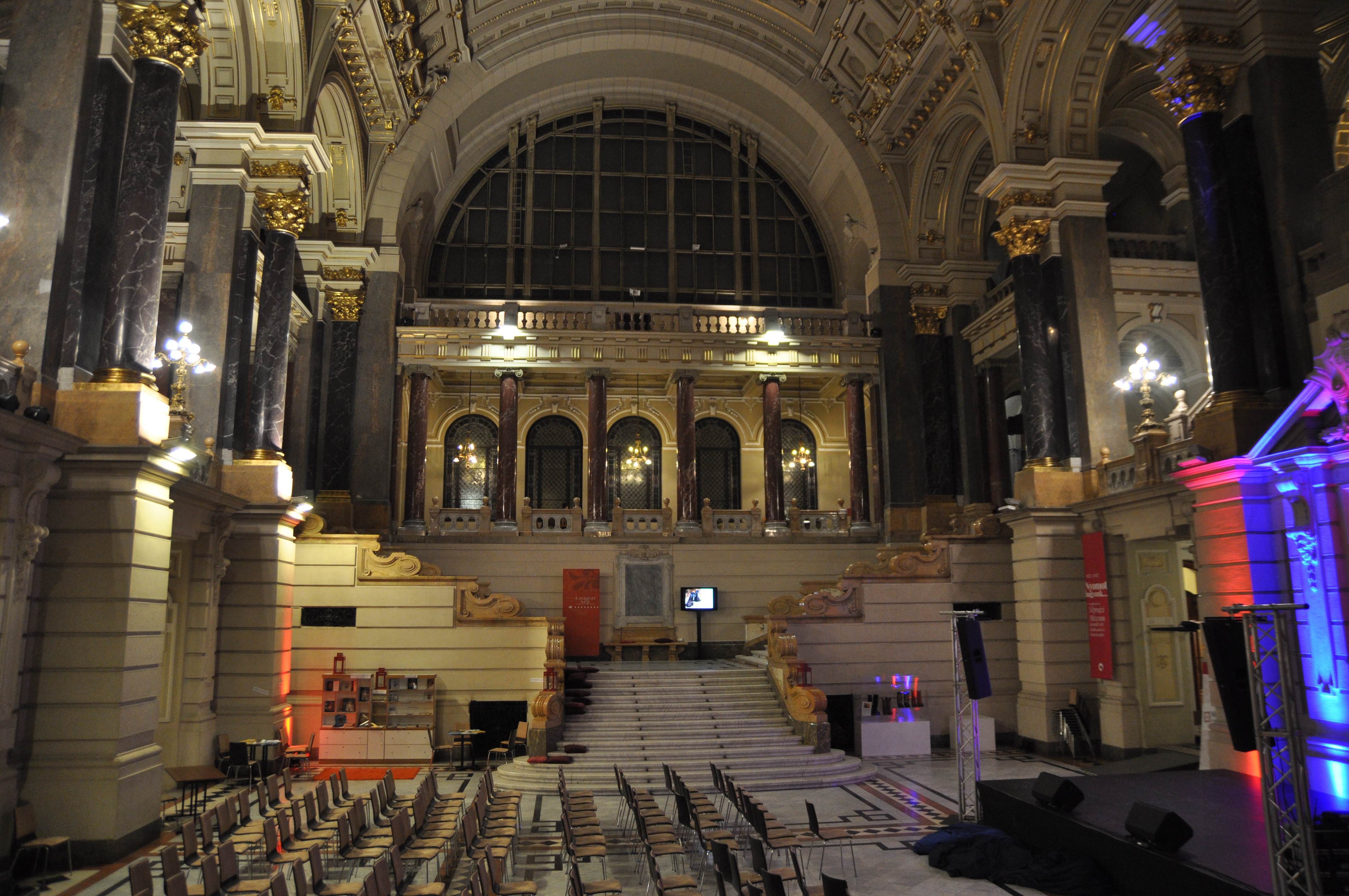
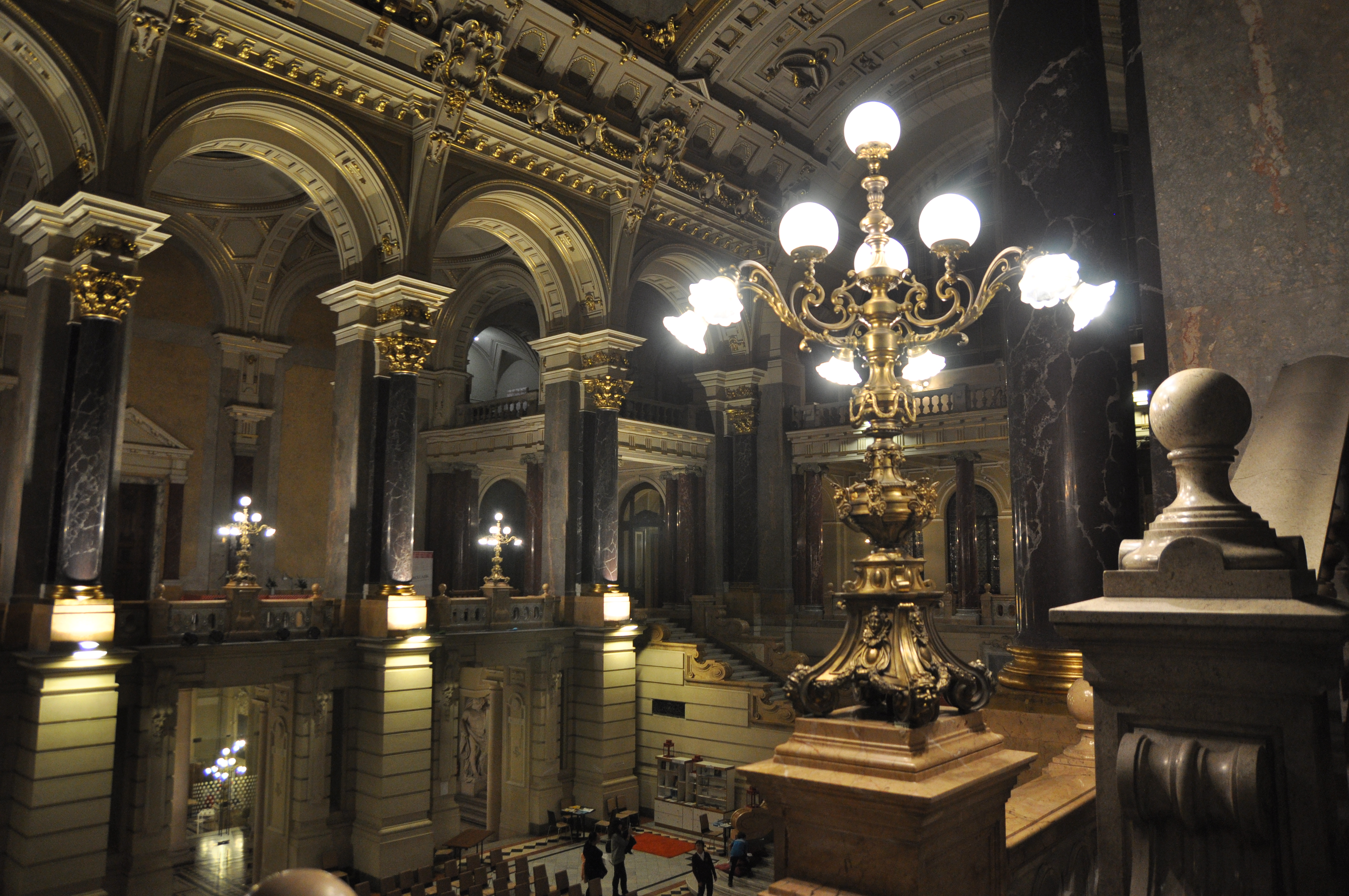
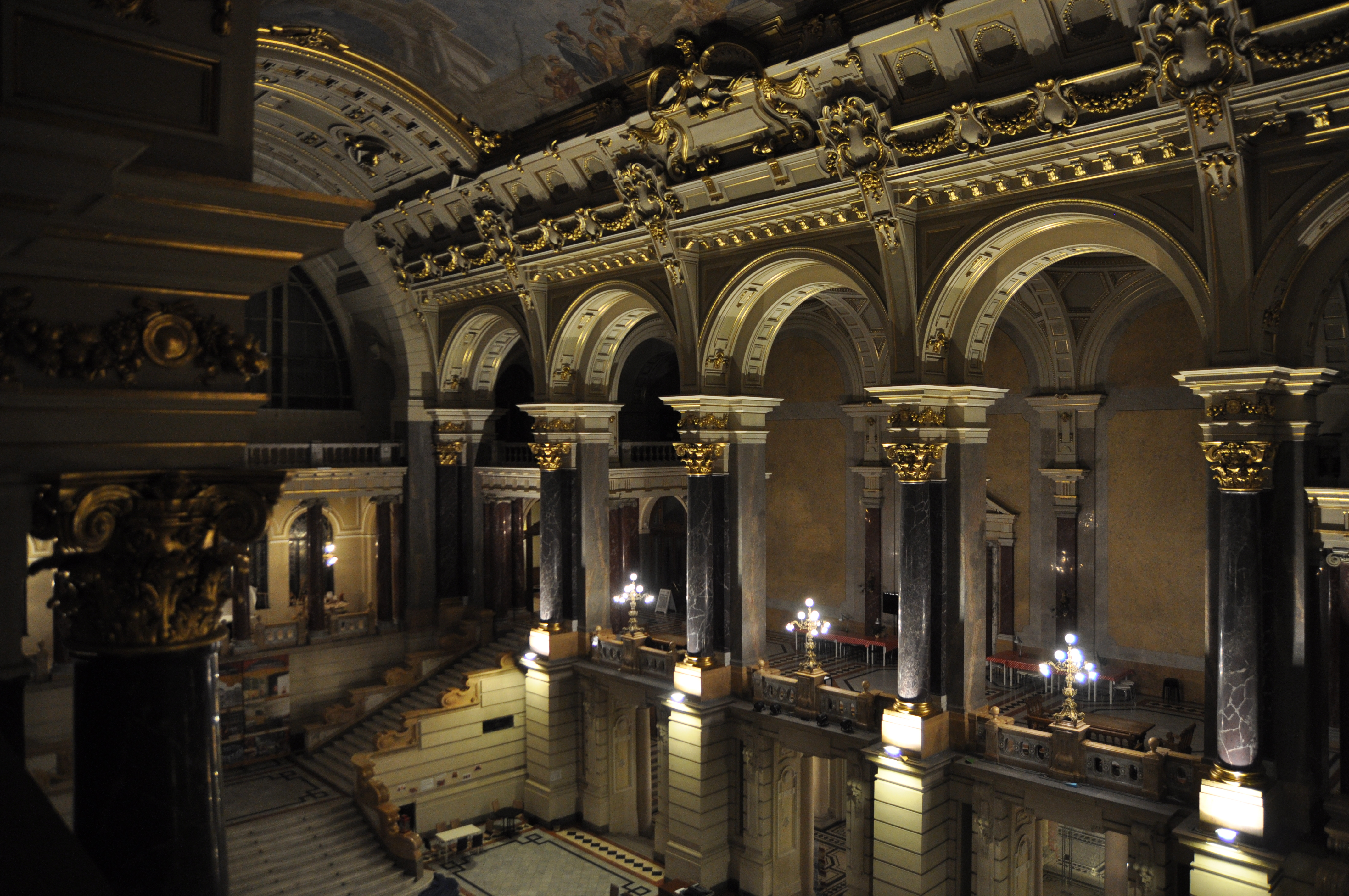

Bóvedas y vidrieras del Palacio de Justicia
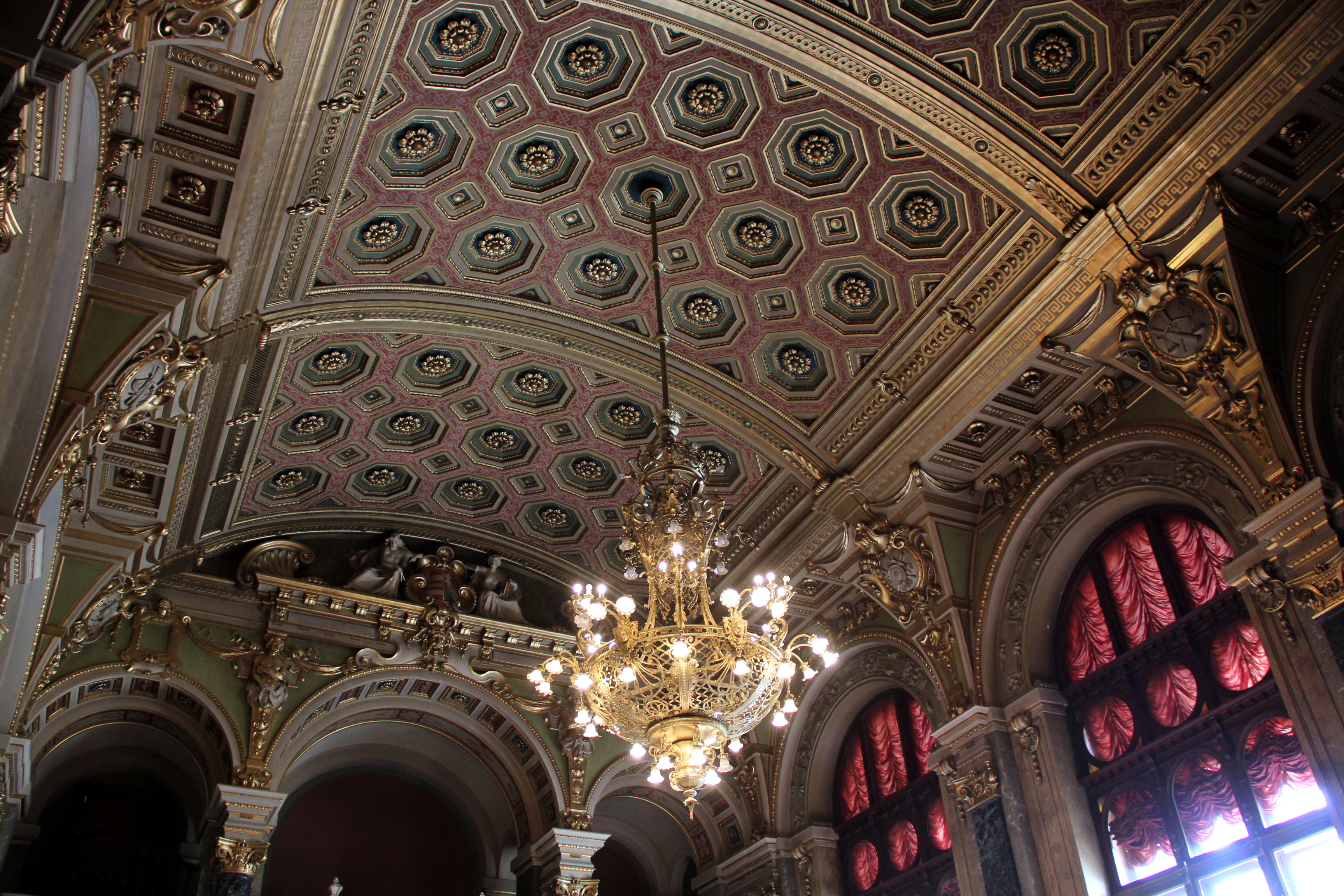
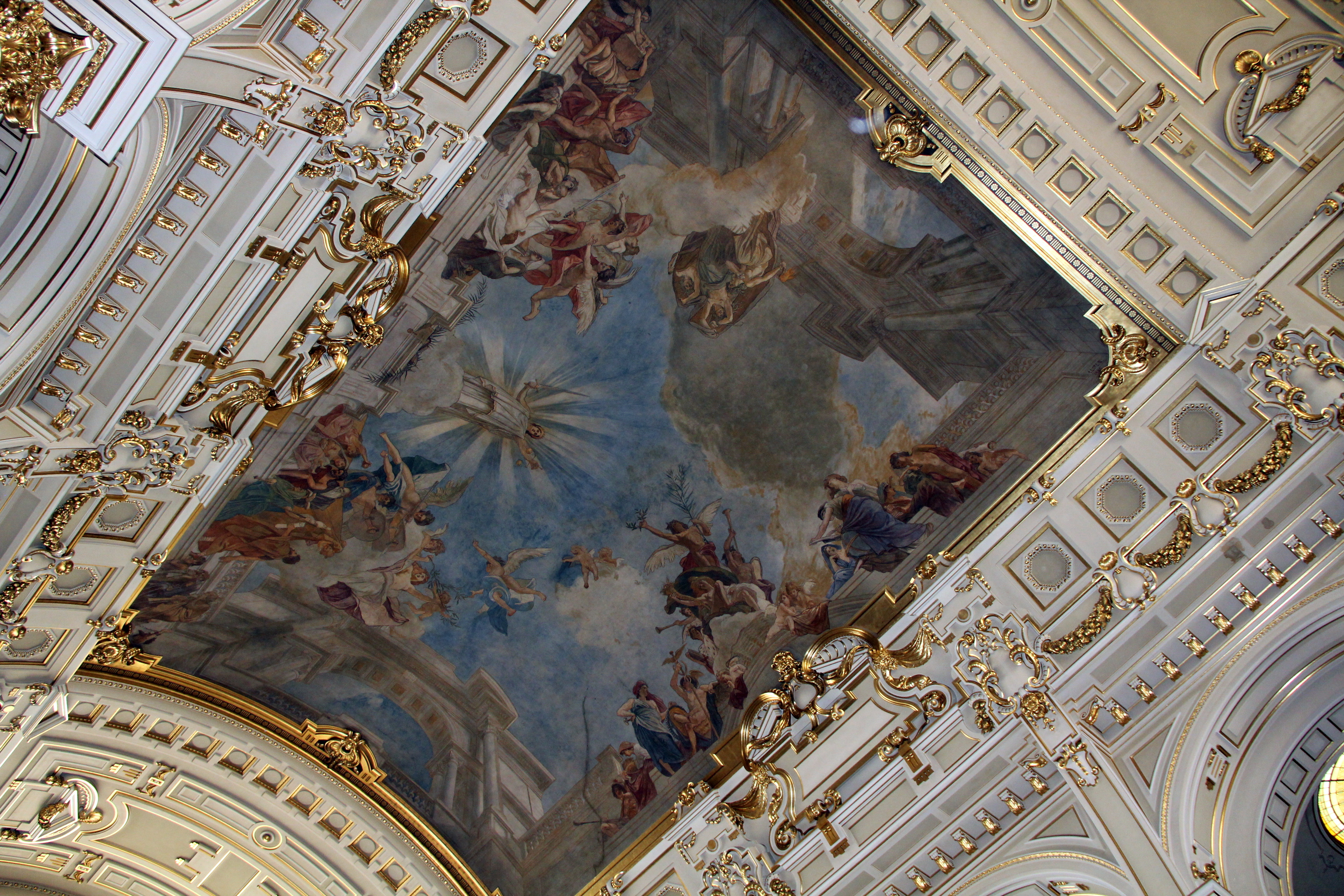
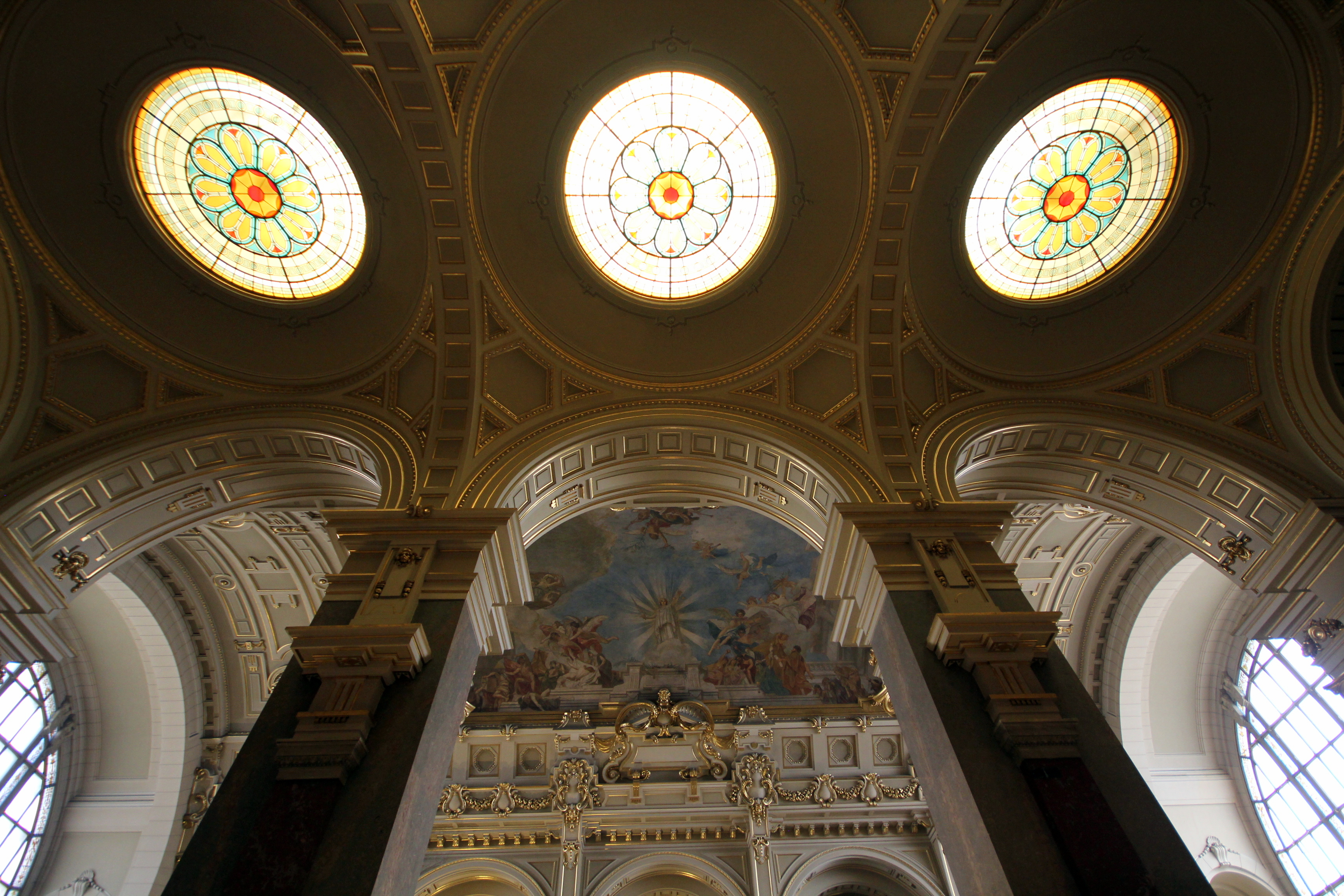
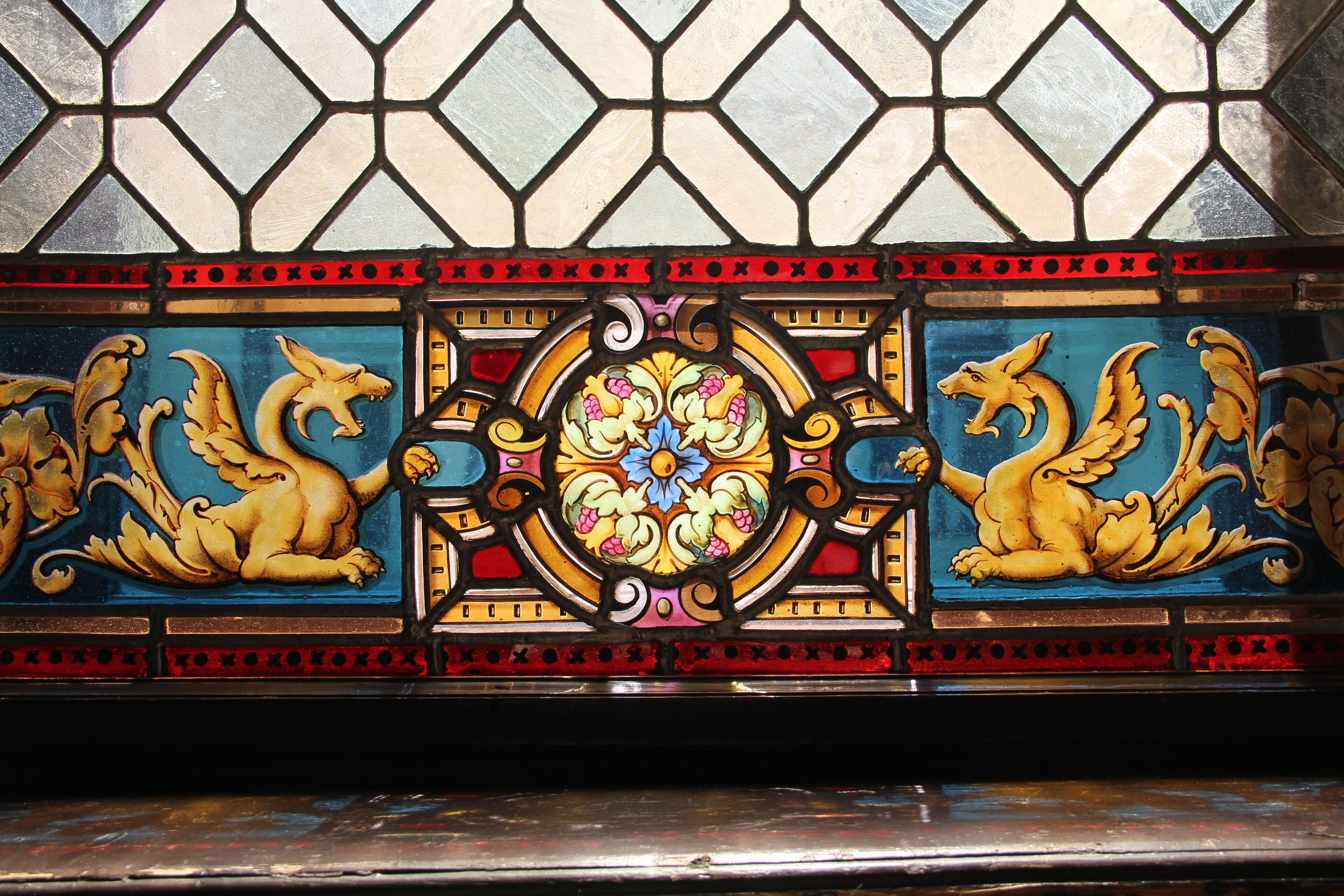
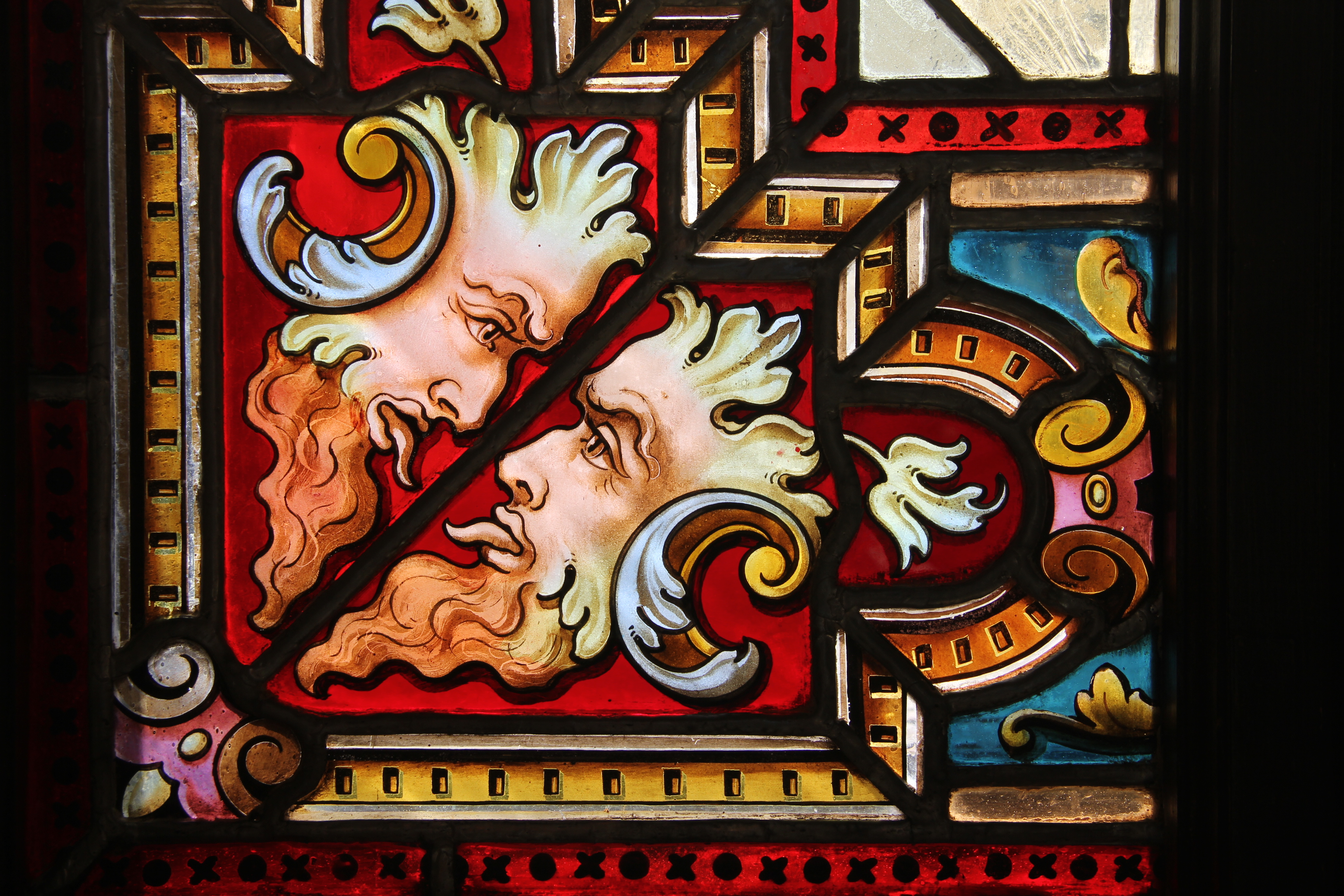